# Grünebach
Grünebach település Németországban, Rajna-vidék-Pfalz tartományban. Lakosainak száma 501 fő (2023. december 31.).

## Népesség
A település népességének változása:
| Lakosok száma | 538  | 520  | 516  | 504  | 499  | 501  |
|               | 1975 | 2017 | 2019 | 2021 | 2022 | 2023 |